# フローティング・ポインツ
フローティング・ポインツ（Floating Points）の名で知られるサム・シェパード（Sam Shepherd、1986年 - ）は、イギリス出身のミュージシャン、DJ、音楽プロデューサーである。ロンドンの音楽レーベル EgloRecords の共同創設者であり、またフローティング・ポインツ・アンサンブル（Floating Points Ensemble）と呼ばれる16人編成のオーケストラを主宰していた。

## 来歴
イングランドのマンチェスターで育ったシェパードはチェサム音楽学校でピアノを学んだ後、ユニヴァーシティ・カレッジ・ロンドンで神経科学とエピジェネティクスの博士号を取得した。彼はまた、ロンドンのクラブである「Plastic People」で2000年代後半にDJとして働いていた。
シェパードの音楽的影響として、クロード・ドビュッシー、オリヴィエ・メシアン、ビル・エヴァンスなどが挙げられる。彼は2008年からフローティング・ポインツ名義で作品をリリースし始め、2017年にはザ・エックス・エックスとツアーを敢行した。2019年から2020年にかけて、シェパードはジャズ・サックス奏者のファラオ・サンダースとロンドン交響楽団とコラボレーションし、完成したアルバム『プロミセス』は多くの批評から称賛を浴びる。ちなみにサンダースにとっては当アルバムがおよそ20年ぶりのメジャー・リリースとなった。
2022年には宇多田ヒカルのアルバム『BADモード』に共同プロデューサーの一人として参加、表題曲や「Somewhere Near Marseilles -マルセイユ辺り-」を手掛ける。2024年の宇多田のベスト・アルバム『SCIENCE FICTION』にもアルバムに新曲として収録された「Electricity」で参加している。

## ディスコグラフィ

### アルバム
- 『エレーニア』 - Elaenia (2015年)[9]
- 『クラッシュ』 - Crush (2019年)[10]
- 『プロミセス』 - Promises (2021年) ※ファラオ・サンダース、ロンドン交響楽団との共作
- 『カスケード』 - Cascade (2025年)

### サウンドトラック
- 『反響 - モハーヴェ砂漠の奇跡』 - Reflections – Mojave Desert (2017年)[11]

### コンピレーション・アルバム
- 『レイト・ナイト・テイルズ：フローティング・ポインツ』 - Late Night Tales: Floating Points (2019年)

### EP
- Vacuum EP (2009年)
- Shadows EP (2011年)
- 『カイパー』 - Kuiper (2016年)

### シングル
- "J&W Beat" (2009年)
- "Love Me Like This" (2009年)
- "For You" (2009年)
- "People's Potential" / "Shark Chase" (2010年)
- "Post Suite" / "Almost in Profile" (2010年) (as Floating Points Ensemble)
- "Sais (Dub)" (2011年)
- "Marilyn" (2011年)
- "Danger" (2011年)
- "King Bromeliad" / "Montparnasse" (2014年)
- "Sparkling Controversy" (2014年)
- "Nuits Sonores" / "Nectarines" (2014年)
- "Kuiper" (2016年)
- "For Marmish Part II" (2016年)
- "Silurian Blue" (2017年)
- "Ratio" (2017年)
- "LesAlpx" (2019年)
- "Last Bloom" (2019年)
- "Anasickmodular" (2019年)
- "Bias" (2020年)